# إدوين ستانلي
إدوين ستانلي (بالإنجليزية: Edwin Stanley)‏ هو ممثل أمريكي، ولد في 22 نوفمبر 1880 بشيكاغو في الولايات المتحدة، وتوفي في 25 ديسمبر 1944 بهوليوود في الولايات المتحدة.

## وصلات خارجية
- إدوين ستانلي على موقع IMDb (الإنجليزية)
- إدوين ستانلي على موقع ألو سيني (الفرنسية)
- إدوين ستانلي على موقع أول موفي (الإنجليزية)
- إدوين ستانلي على موقع قاعدة بيانات برودواي على الإنترنت (الإنجليزية)
- إدوين ستانلي على موقع قاعدة بيانات الأفلام السويدية (السويدية)
- إدوين ستانلي على موقع قاعدة بيانات الفيلم (الإنجليزية)
- إدوين ستانلي على موقع كينوبويسك (الروسية)